# Nymphargus bejaranoi
Nymphargus bejaranoi är en groddjursart som först beskrevs av David Cannatella 1980.  Nymphargus bejaranoi ingår i släktet Nymphargus och familjen glasgrodor. IUCN kategoriserar arten globalt som livskraftig. Inga underarter finns listade i Catalogue of Life.